# Shimogyō-ku

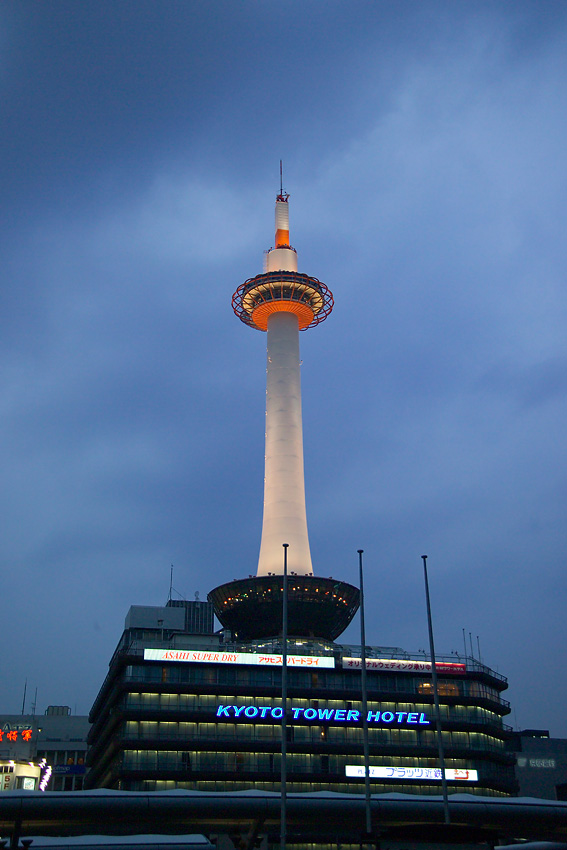
La tour de Kyoto est un point saillant de Shimogyō-ku.

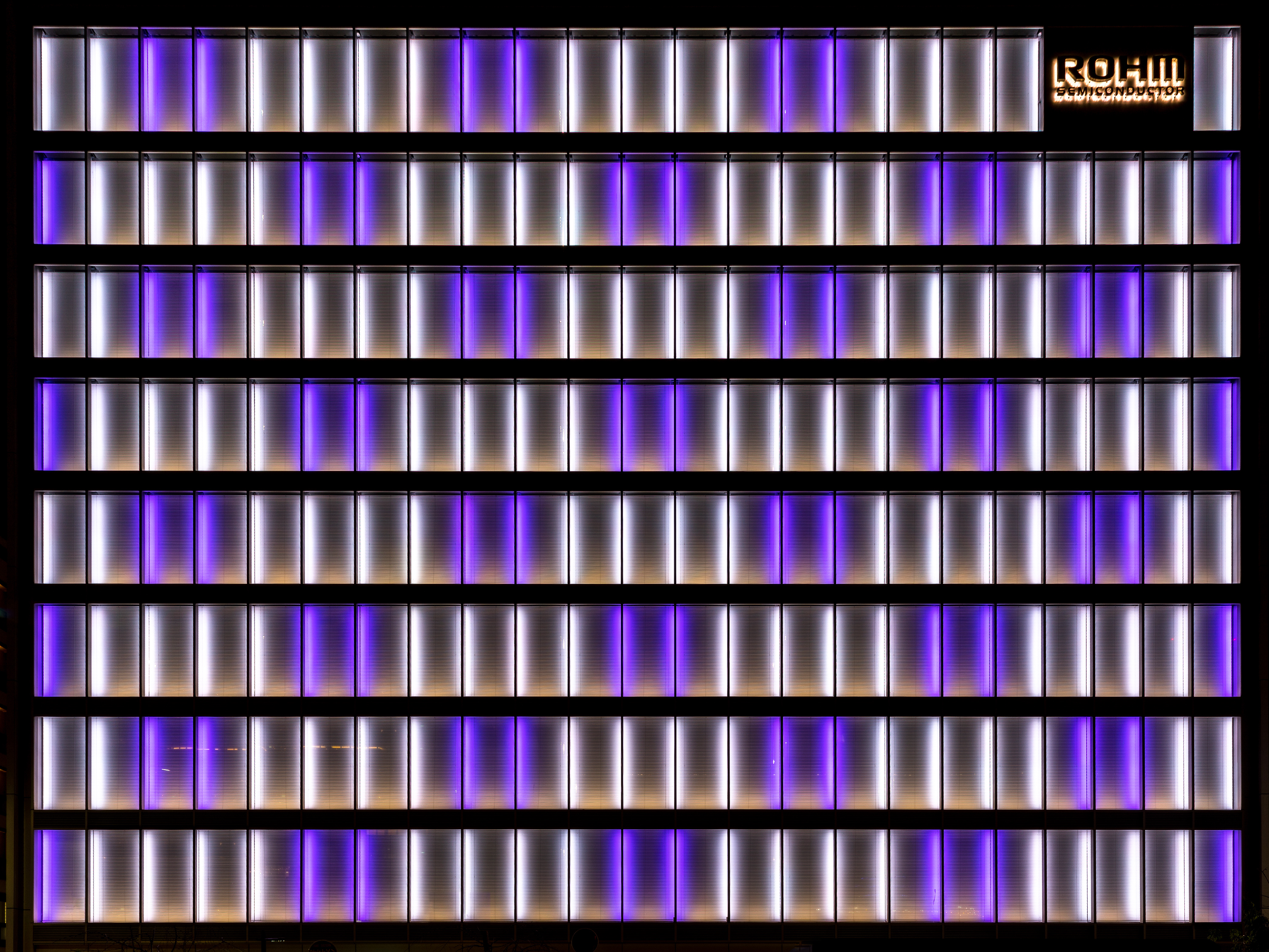
La façade éclairée blanche et violette de l'immeuble de bureaux Rohm Semiconductor, fabricant japonais de pièces électroniques, à Shimogyō-ku (juin 2019).

Shimogyō (下京区, Shimogyō-ku) est un des onze arrondissements de la ville de Kyoto, dans la préfecture de Kyoto au Japon.

## Géographie

### Démographie
La population de Shimogyō-ku est de 75 748 habitants sur une superficie de 6,82 km2.

### Hydrographie
Trois cours d'eau, la Hori-kawa, la Kamo-gawa et la Takase-gawa traversent l'arrondissement.

## Histoire
Créé en 1879, il est fusionné et divisé et prend ses frontières actuelles en 1955, avec la mise en place de l'arrondissement séparé de Minami-ku.

## Tourisme
La tour de Kyoto et la gare de Kyoto sont des attractions majeures de Shimogyō-ku. la rue Shijō sur la bordure nord de la zone, en particulier autour de l'intersection Shijō Kawaramachi, est le quartier le plus commerçant de la ville. La gare de Kyoto possède un vaste centre commercial, dont un grand magasin dans le bâtiment de la gare et le Porta Mall souterrain.